# Stewart Motor Corporation

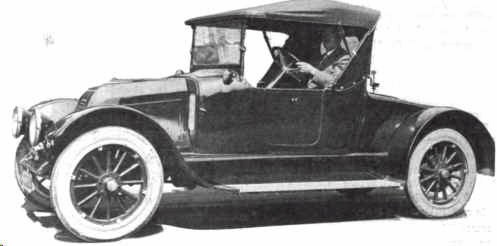
Roadster von 1915

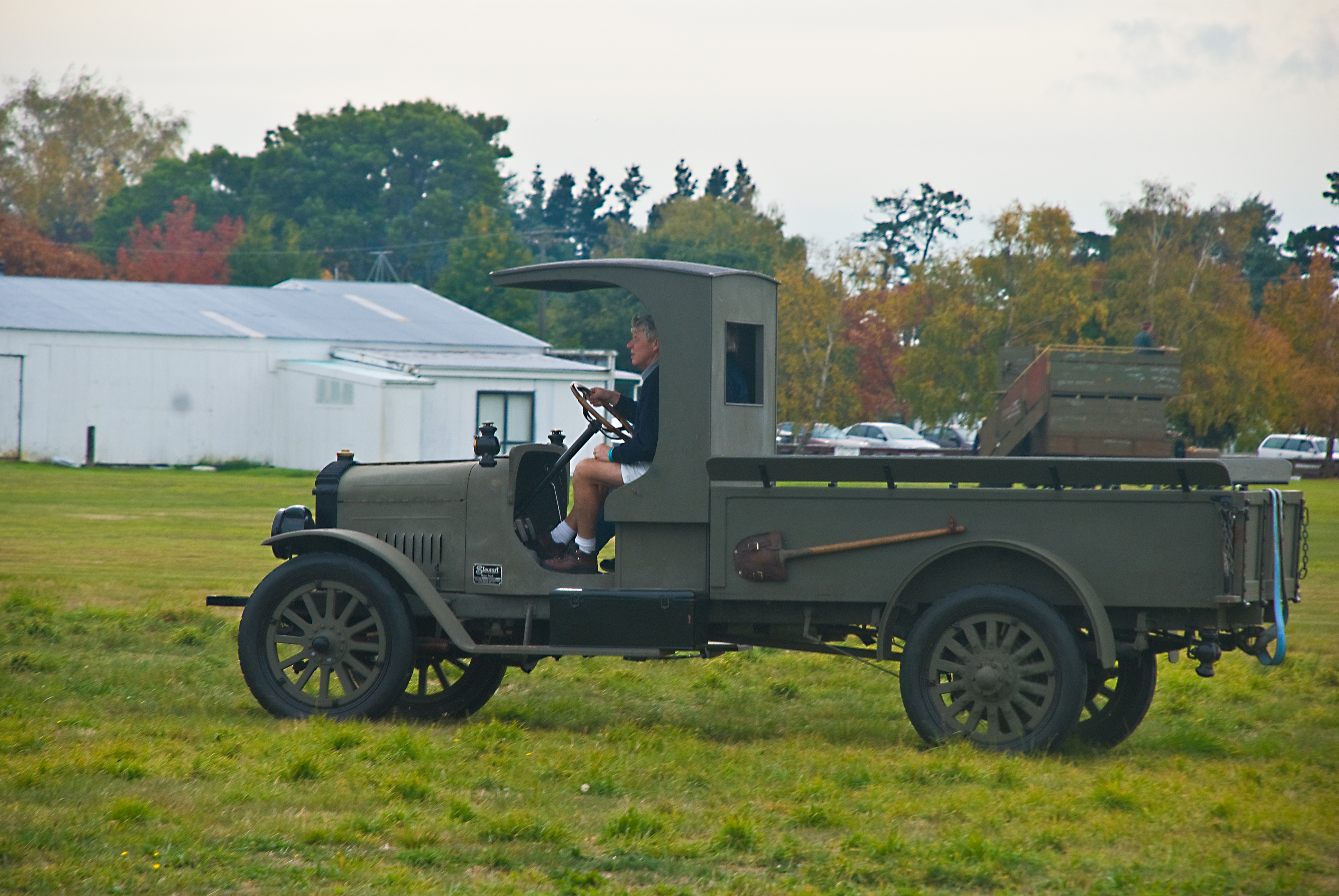
Lkw aus der Zeit des Ersten Weltkriegs

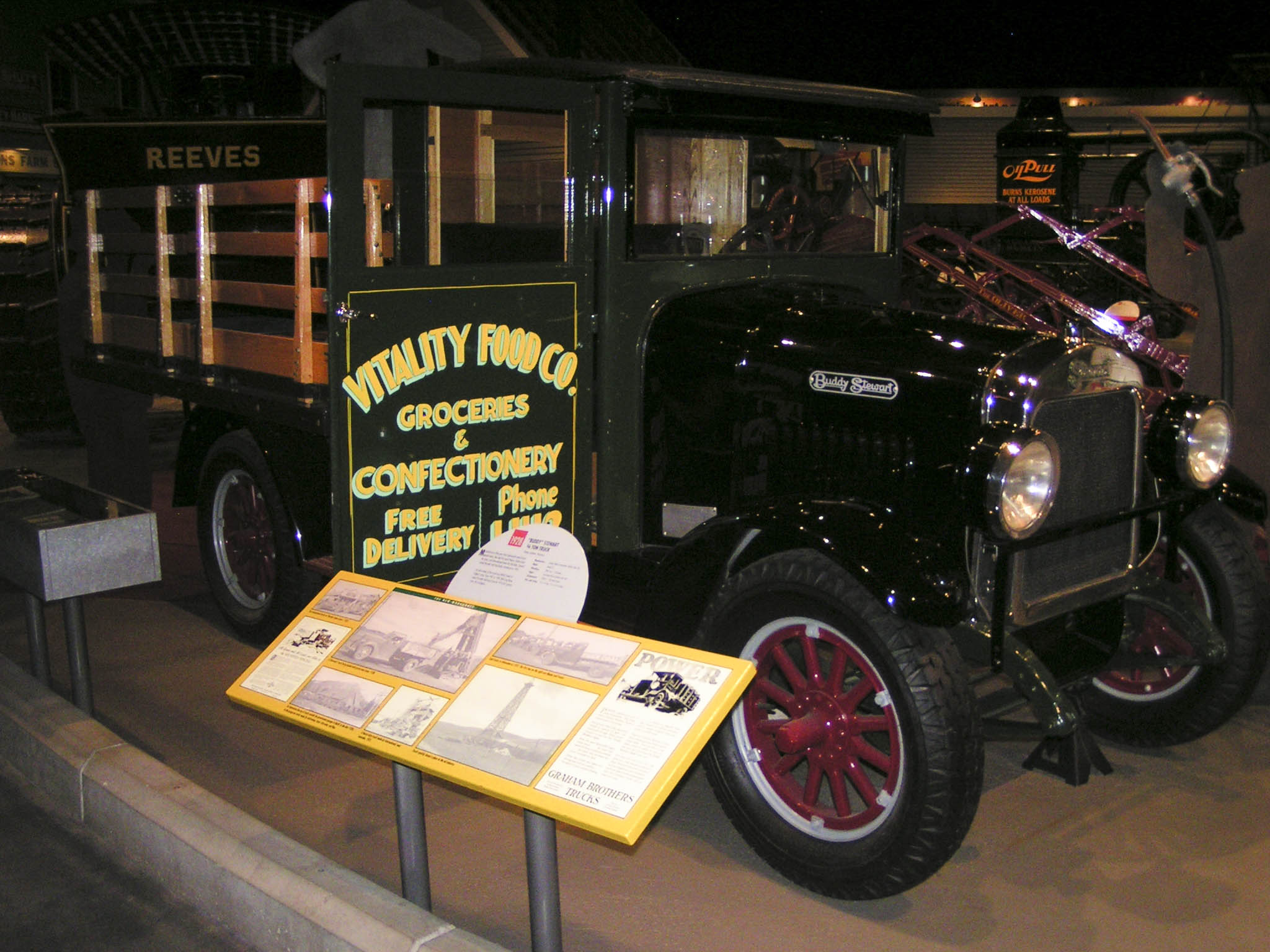
Stewart Buddy von 1928

Stewart Motor Corporation war ein US-amerikanischer Hersteller von Kraftfahrzeugen.

## Unternehmensgeschichte
Das Unternehmen wurde 1912 in Buffalo im US-Bundesstaat New York gegründet. Eine Quelle nennt die Personen Raymond G. Stewart und Thomas R. Lippard, die vorher die Lippard-Stewart Motor Car Company leiteten. Hauptsächlich stellte es Nutzfahrzeuge her. Zwischen 1915 und 1916 entstanden auch Personenkraftwagen. Der Markenname lautete Stewart. 1930 war das beste Jahr mit 2315 verkauften Lastkraftwagen. 1940 wurde der Sitz nach Indianapolis in Indiana verlegt. 1941 endete die Produktion.

## Fahrzeuge
Die Pkw hatten einen Sechszylindermotor von der Continental Motors Company. 88,9 mm Bohrung und 127 mm Hub ergaben 4730 cm³ Hubraum. Er war je nach Quelle mit 29 PS oder 44 PS angegeben. Der Wasserkühler war hinter dem Motor montiert. Die Front der Fahrzeuge ähnelte aufgrund der vorne heruntergezogenen Motorhaube den Fahrzeugen von Renault. Das Fahrgestell hatte 323 cm Radstand. Zur Wahl standen offene Tourenwagen mit sieben Sitzen und Roadster mit drei Sitzen. Der Neupreis betrug 1950 US-Dollar.
Die Lkw hatten zunächst Vierzylindermotoren von Continental und Kettenantrieb. 1916 folgte ein Frontlenker. Sein Zweizylindermotor war unter dem Sitz montiert. Das Fahrzeug war mit 1,5 Tonnen angegeben. 1917 gab es einen Zweitonner mit Buda-Motor. 1926 kamen Sechszylindermotoren dazu, 1931 ein 12-Gang-Getriebe und in den 1930er Jahren Achtzylindermotoren von Lycoming. Einige Fahrzeuge hatten ein Stromlinienaufbau.
Zumindest 1925 wurden auch Omnibusse hergestellt.